# شيرمان داي
شيرمان داي (بالإنجليزية: Sherman Day)‏ هو مؤرخ أمريكي، ولد في 1806، وتوفي في 1884.